# Butari
Butari (italijansko Buttari) so naselje v Slovenski Istri  , ki upravno spada pod Mestno občino Koper. 
Butari so gručasta vas v vzhodnem delu Šavrinskega gričevja, na slemenu nad dolino reke Dragonje, zahodno od ceste, ki povezuje Gračišče z Oprtaljem na Hrvaškem. Zaselek Šukljani na pobočju nad Dragonjo je opuščen.